# Lausanne HC
Der Lausanne Hockey Club ist ein Schweizer Eishockeyclub aus Lausanne, der in der National League spielt. Der Club wurde 1922 gegründet und trägt seine Heimspiele in der Vaudoise aréna in Prilly aus.

## Geschichte
Der Lausanne Hockey Club wurde 1922 durch ehemalige Mitglieder des CP Lausanne gegründet und ist einer der ältesten Vereine der Schweiz. Während der ersten 16 Jahre des Bestehens spielte die Mannschaft in Le Chalet-à-Gobet und zog anschliessend nach Montchoisi, wo sie 1941 mit dem Star Lausanne HC zum Montchoisi Hockey Club fusionierten. Am 6. November 1949 kam es dann schliesslich zum offiziellen, bis heute bestehenden, Namen Lausanne Hockey Club. Nach dem Abstieg in die Nationalliga B 1954 folgte drei Jahre später der Wiederaufstieg bis zum Jahr 1961, als die Mannschaft erneut abstieg. Die nächsten 17 Jahre wurden in der zweithöchsten Klasse verbracht, ehe sie am 18. Februar 1978 vor 7'000 Zuschauern den Aufstieg gegen den HC Davos erreichten. Drei weitere Saisons spielte Lausanne erstklassig, bevor 1981 der Abstieg in die NLB und 1984 sogar der Gang in die Drittklassigkeit angetreten werden musste. In diesem Jahr erfolgte der Umzug in die neu erbaute Patinoire de Malley, in der fortan die Heimspiele ausgetragen wurden. Nach dem Wiederaufstieg in die NLB erfolgte ein Jahr darauf der sofortige Abstieg. Diese für den Verein schwierige Zeit wurde für einen mannschaftlichen Umbruch genutzt, welche das Erreichen der NLB 1989 zur Folge hatte.

### 1990er Jahre
1992 geriet der LHC in finanzielle Nöte, aus dieser sich eine Solidarität seitens Fans und Unterstützer des Vereins entwickelte, die den Verein letztlich retteten. In der Saison 1993/94 stand die Mannschaft in der Aufstiegsrunde zur NLA, musste sich dort aber dem SC Rapperswil-Jona geschlagen geben. Der Favoritenrolle, die den Südwest-Schweizern in der Folgesaison zuteilwurde, wurden sie gerecht und nach fünf Spielen im Final gegen den Grasshopper Club Zürich war der Aufstieg in die NLA perfekt. Demgegenüber stand jedoch der sofortige Wiederabstieg in die NLB, in der die nächsten vier Jahre gespielt wurde.

### 2000er Jahre
2001 dominierte der LHC die Liga, wurde Meister der zweithöchsten Liga und stieg erneut in die oberste Klasse auf. Dort spielte die Mannschaft bis 2005 stets im unteren Feld der Liga und musste nach der Saison 2004/05 wieder absteigen.
Der Klub geriet abermals in wirtschaftliche Schwierigkeiten. Im April 2007 wurden die beiden kanadischen Unternehmer Barry Alter und Ken Lockett als neue Mehrheitseigner des Klubs der Öffentlichkeit vorgestellt. Zudem hielt auch Jim Koleff (beziehungsweise dessen Ehefrau nach Koleffs Tod im November 2008) Anteile am Klub. Nach Darstellung Chris McSorleys und Hugh Quennecs wandte sich der damalige LHC-Präsident Robert Lei-Ravello bereits im November 2006 an die beiden damaligen Besitzer des Genève-Servette HC. Auf deren Vermittlung sei Jim Koleff als Berater der Geschäftsleitung Lausannes tätig geworden, zudem habe Quennec den LHC mit den Investoren Alter und Lockett in Kontakt gebracht. Dass McSorley und Quennec oder GSHC selbst finanziell am Lausanne HC beteiligt seien, dementierten die Genfer bereits im März 2007 in einer Presseaussendung. Dennoch gab es stets Medienberichte, in denen es hieß, Hugh Quennec ziehe im Hintergrund die Fäden und halte die Mehrheitsanteile am LHC.
In der Spielzeit 2008/09 wurde der Lausanne Hockey Club zum insgesamt fünften Mal NLB-Meister, scheiterte allerdings in der Liga-Qualifikation zur National League A am EHC Biel.

### 2010er Jahre
Ende April 2010 wurde der Verwaltungsrat auf Geheiss Alters völlig neu besetzt, der Kanadier selbst übernahm den Posten des VR-Präsidenten. Im Juli 2011 übernahm Patrick de Preux den Vorsitz im Verwaltungsrat, da sich Alter verstärkt auf geschäftliche Aktivitäten in Nordamerika konzentrierte. Tennis-Profi Stanislas Wawrinka trat dem Gremium bei. Im November 2011 wurde Jan Alston als Sportchef eingesetzt, nachdem er zuvor als Spieler, Co-Trainer und Assistenz-Sportchef beim LHC tätig gewesen war.
In der Saison 2012/13 gelang dem Club der Aufstieg in die NLA, nachdem er die SCL Tigers in der Ligaqualifikation mit 4:2-Siegen bezwungen hatte. Im April 2013 bestätigte de Preux gegenüber der Zeitung La Côte indirekt, dass Quennec am LHC beteiligt sei. De Preux sagte im selben Gespräch zudem, Quennec treffe beim Lausanne HC keine Entscheidungen und bestritt, eine Marionette zu sein.

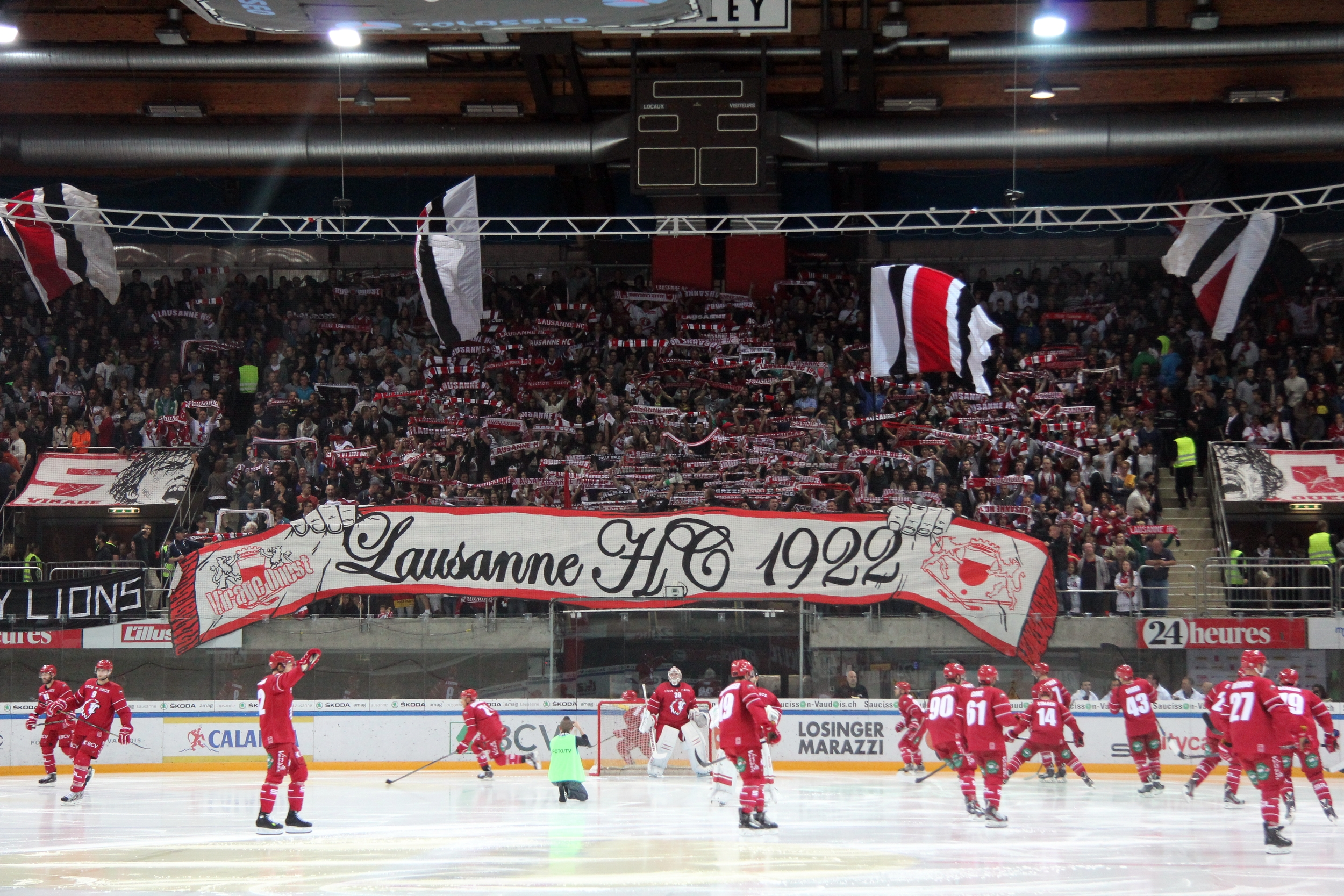
Spielszene vom September 2014

In der Spielzeit 2013/14 schaffte der Lausanne HC, welcher vor der Saison als Abstiegskandidat Nummer eins gehandelt worden war, sensationell die Qualifikation für die Playoffs, dies vor allem dank der ausgezeichneten Defensivarbeit. In den Playoff-Viertelfinals unterlag der Aussenseiter dem souveränen Qualifikationssieger ZSC Lions erst in der entscheidenden siebten Partie der Serie mit 3:4-Siegen und verpasste lediglich knapp eine weitere Überraschung.
In der Saison 2014/15 zog man abermals in die Playoffs ein, diesmal als Qualifikationssiebter. Im Viertelfinale der Meisterrunde unterlag man dem SC Bern mit 3:4-Spielen.
Am 18. Dezember 2015 setzte der LHC-Verwaltungsrat den namentlich nicht erwähnten Hauptanteilseigner des Klubs auf einer Medienkonferenz unter Druck und forderte einen Entscheid bezüglich einer Kapitalerhöhung. Quennecs Name wurde von Präsident de Preux zwar nicht genannt, er sprach diesbezüglich aber von «einem offenen Geheimnis». Drei Tage darauf brach Quennec sein Schweigen und erklärte in einer Mitteilung, er habe sich vor seinem Einstieg in Lausanne im Jahr 2007 bei mehreren Juristen abgesichert, dass sein Engagement im Einklang mit den Bestimmungen der Liga stehe. Er habe gegenüber dem LHC immer transparent gehandelt und seine Beteiligung am Klub nie versteckt. Präsident de Preux sei stets informiert gewesen und habe im April 2013 gegenüber La Côte auch öffentlich Quennecs Anteilschaft bestätigt, hieß es in der Erklärung. Im Dezember 2015 gab Stanislas Wawrinka aus Zeitmangel seinen Rückzug aus dem Verwaltungsrat bekannt.
In Anbetracht einer sich abzeichnenden Reglementsänderung der National League A, der zufolge eine Person nicht Mehrheitseigner bei mehr als einem NLA-Klub sein dürfe, entschloss sich Quennec, seine Anteile am LHC zu veräussern. Im Februar 2016 übernahm der US-amerikanische Geschäftsmann Ken Stickney die Aktienmehrheit beim LHC von Quennec. Stickney war zuvor Präsident der Kloten Flyers und Mitglied des Konzerns Avenir Sport Entertainment LLC (ASE), dem Besitzer des Klub. Persönlich war Stickney jedoch nicht Aktionär in Kloten und stieg in Lausanne mit seinem eigenen Geld und nicht wie in Kloten als Teil der Investorengruppe ASE ein. Im September 2016 erklärte Stickney, das Ziel sei es, aus dem LHC den besten Klub Europas zu machen.
Im April 2016 trennten sich die Waadtländer von ihrem dänischen Cheftrainer Heinz Ehlers, nachdem die Playoffs verpasst worden waren. Der Däne hatte mit den Playoff-Teilnahmen 2014 sowie 2015 die bis dahin grössten Vereinserfolge in der NLA erreicht. Nachfolger wurde der Kanadier Daniel Ratushny. Unter Ratushny begann die Mannschaft, bis dahin für ihre extrem defensive Spielweise berüchtigt, offensiver zu spielen. Mit Erfolg: Die Saison 2016/17 beendete man auf dem vierten Platz. In den Playoffs fanden die Waadtländer den Tritt dann jedoch nicht mehr. Sie schieden im Playoff-Viertelfinal gegen den HC Davos aus, ohne ein einziges Spiel gewonnen zu haben.
Am 11. Oktober 2017 wurde Trainer Ratushny in Folge eines durchzogenen Auftakts in das Spieljahr 2017/18 (zwölf Punkte aus den ersten zehn Partien) seines Amtes enthoben. Yves Sarault – vormals Jugendtrainer in Lausanne – übernahm das Amt zunächst interimistisch und wurde Anfang November 2017 auf diesem Posten bis zum Ende der Saison 2017/18 bestätigt. Am 8. Februar 2018 wurde jedoch der zweite Trainerwechsel des Spieljahres vorgenommen: John Fust kam anstelle von Sarault, nachdem es unter dessen Leitung in den vorangegangenen fünf Partien ausschliesslich Niederlagen gegeben hatte und der LHC auf dem drittletzten Tabellenrang der National League stand.
Im Mai 2018 trat Ville Peltonen das Traineramt an. Unter dem Finnen erreichte die Mannschaft 2018/19 das Playoff-Halbfinale, Ende Februar 2020 wurden Peltonen und Sportchef Jan Alston aus sportlichen Gründen entlassen. Nachfolger im Traineramt wurde der Kanadier Craig MacTavish.
Ende Mai 2020 wurden Petr Svoboda, Zdenek Bakala und Gregory Finger die neuen LHC-Inhaber und damit Nachfolger von Ken Stickney. Svoboda übernahm zudem das Amt des Sportlichen Leiters.

## Spielstätten
Die Heimspiele des Lausanne Hockey Club wurden von 1984 bis 2017 in der ursprünglichen Patinoire de Malley (deutsch Eisstadion Malley, offiziell Centre Intercommunal de Glace de Malley, kurz CIG de Malley oder CIGM) ausgetragen. Es besass eine offizielle Kapazität von 8'000 Zuschauern. Zur Saison 2017/18 zog der LHC bis zum Ende der Umbaumassnahmen im Eisstadion Malley in eine temporär errichtete Spielstätte namens Malley 2.0 mit 6'700 Zuschauerplätzen. Es war die grösste temporäre Eishockey-Halle der Welt.
Die Einweihung des neuen Stadions fand am 24. September 2019 statt. Der Lausanne HC unterlag im Derby gegen den Genève-Servette HC mit 3:5. Die neue Eissporthalle mit 9'600 Plätzen erhielt durch die Übernahme des Benennungsrechts durch die Versicherungsgesellschaft Vaudoise den NamenVaudoise aréna.

## Kader der Saison 2024/25
Stand: 1. Juli 2025
| Nr. | Nat.                       | Spieler           | Pos. | Geburtsdatum       | im Team seit | Geburtsort                            |
| --- | -------------------------- | ----------------- | ---- | ------------------ | ------------ | ------------------------------------- |
| 92  | Schweiz                    | Thibault Fatton   | G    | 17. November 2001  | 2024         | La Chaux-de-Fonds, Schweiz            |
| 31  | Kanada                     | Connor Hughes     | G    | 10. September 1996 | 2025         | London, Ontario, Kanada               |
| 33  | Schweiz                    | Kevin Pasche      | G    | 14. Februar 2003   | 2023         | Lausanne, Schweiz                     |
| 81  | Schweiz                    | Iñaki Baragano    | D    | 4. September 2001  | 2025         | Lausanne, Schweiz                     |
| 26  | Schweden                   | Erik Brännström   | D    | 2. September 1999  | 2025         | Eksjö, Schweden                       |
| 66  | Schweiz Vereinigte Staaten | Cédric Fiedler    | D    | 20. April 2001     | 2024         | Boca Raton, Florida, USA              |
| 28  | Schweiz                    | Gaël Haas         | D    | 26. März 2007      | 2020         | Yverdon-les-Bains, Schweiz            |
| 61  | Schweiz                    | Fabian Heldner    | D    | 24. Juni 1996      | 2019         | Visp, Schweiz                         |
| 7   | Schweiz                    | Aurélien Marti    | D    | 24. August 1994    | 2020         | Schweiz                               |
| 8   | Finnland                   | Sami Niku         | D    | 10. Oktober 1996   | 2025         | Haapavesi, Finnland                   |
| 13  | Schweiz                    | Basile Sansonnens | D    | 19. August 2006    | 2025         | Estavayer-le-Lac, Schweiz             |
| 67  | Schweiz                    | Nathan Vouardoux  | D    | 21. Juli 2001      | 2024         | Schweiz                               |
| 71  | Schweiz Frankreich         | Benjamin Bougro   | C    | 1. Juli 2003       | 2022         | Saint-Germain-en-Laye, Frankreich     |
| 96  | Kanada                     | Drake Caggiula    | LW   | 20. Juni 1994      | 2025         | Pickering, Ontario, Kanada            |
| 27  | Vereinigte Staaten         | Austin Czarnik    | C    | 12. Dezember 1992  | 2025         | Detroit, Michigan, USA                |
| 72  | Frankreich                 | Floran Douay      | LW   | 7. Februar 1995    | 2025         | Sallanches, Frankreich                |
| 14  | Schweiz                    | Jason Fuchs       | C    | 14. September 1995 | 2021         | Bern, Schweiz                         |
| 4   | Schweiz                    | Makai Holdener    | W    | 3. Mai 1997        | 2021         | Genf, Schweiz                         |
| 19  | Schweiz                    | Michael Hügli     | W    | 30. November 1995  | 2022         | Seedorf, Schweiz                      |
| 17  | Schweiz                    | Ken Jäger – C     | C    | 30. Mai 1998       | 2020         | Davos, Schweiz                        |
| 24  |                            | Dominik Kahun     | C    | 2. Juli 1995       | 2025         | Planá u Mariánských Lázní, Tschechien |
| 29  | Finnland                   | Ahti Oksanen      | LW   | 10. März 1993      | 2024         | Kirkkonummi, Finnland                 |
| 18  | Schweiz                    | Raphael Prassl    | C    | 23. November 1997  | 2024         | Zürich, Schweiz                       |
| 9   | Schweiz                    | Damien Riat       | C    | 26. Februar 1997   | 2021         | Genf, Schweiz                         |
| 90  |                            | Théo Rochette     | C    | 20. Februar 2002   | 2023         | Neuenburg, Schweiz                    |
| 11  | Finnland                   | Antti Suomela     | C    | 17. März 1994      | 2023         | Espoo, Finnland                       |
| 12  | Schweiz                    | Yannick Zehnder   | C    | 29. Dezember 1997  | 2025         | Zug, Schweiz                          |

## Bekannte ehemalige Spieler
- Jean-Jacques Aeschlimann
- Andrei Baschkirow
- Jesse Bélanger
- Philippe Bozon
- Slawa Bykow
- Jimmy Carson
- Gérard Dubi
- Jonas Hiller
- Claude Friederich
- Beat Kindler
- Patrice Lefebvre
- Jiří Novák
- Thomas Östlund
- Andy Roach
- Martin St. Louis
- Marko Tuomainen
- Gerd Zenhäusern

### Nicht mehr zu vergebende Trikotnummern
- # 10 Gérard Dubi
- # 16 Claude Friederich
- # 21 Beat Kindler
- # 39 Cristobal Huet
- # 61 Florian Conz